# AAルジアニア
AAルジアニア (ポルトガル語: Associação Atlética Luziânia) は、ブラジル・ゴイアス州ルジアニアを本拠地とするサッカークラブである。所在地はゴイアス州だが、ブラジリアとの地理的な近さからカンピオナート・ブラジリエンセ（ブラジリア連邦直轄区選手権）に参戦している。カンピオナート・ブラジレイロ・セリエCへの参戦が1回ある。

## 歴史
クラブは1995年1月20日に創設された。カンピオナート・ブラジレイロ・セリエCには過去2006年シーズンに参戦したが、第1ステージで敗退。

## タイトル

### 国内タイトル
- カンピオナート・ブラジリエンセ : 2回
  - 2014, 2016

### 国際タイトル
なし